# 라인페이
라인페이 주식회사(LINE Pay 株式会社 라인페이 카부시키가이샤[*], LINE Pay Corporation)는 모바일 결제 서비스를 하고 있는 일본의 IT 기업이다.
라인페이(Line Pay)는 2014년 12월 16일부터 제공하 생겨 성금이나 간편 결제를 할 수 있는 핀테크이다. 라인페이는 라인 앱 안에 있으며, 방식은 카카오페이와 비슷하다.
현재는 일본, 대한민국 (일부 지원), 대만 등에서 서비스를 하고 있다.

## 개요
2014년 12월에 일본에서 서비스가 시작했다. 전국의 은행이나 편의점과 연계하여서 편의점 ATM에서 계좌에 잔고를 충전할 수 있으며, 라인페이 내에서 11개 나라의 통화로 환전하는 서비스를 제공하고 있다.
라인이 제공하는 소셜 미디어 어플리케이션 라인의 사용자용으로 제공되고 있는 QR 코드 지급 결제 서비스이며 라인 어플리케이션의 사용자이면 쉽게 충전, 결제, 송금할 수가 있으며, 라인 커뮤니케이션의 연장선상으로 지인 간의 더치페이나 기업 측에서의 홍보, 쿠폰 서비스를 할 수 있다.
충전 잔액(상한 10만 엔)이나 신용 카드로의 결제 기능은 ‘라인캐시’(LINE Cash)로 정의되어 있으며, 본인 인증이 불필요하지만, 라인 상에서의 지인 간 송금이나 은행 계좌에서 출금하는 라인머니(LINE Money)로 불리는 부분에 관해서는 본인 인증이 필수이다. 또한, 송금 수수료는 무료이지만 은행 계좌에서 인출하려면 수수료가 발생한다.
사용자로의 포인트 환원 시책으로는 라인페이 보너스(LINE Payボーナス)로 이용액에 대해서 배지컬라가 부여되며 이용액이 큰 만큼 포인트 환원율이 높아지는 제도가 도입되어 있었지만, 2019년 11월에 광가 영상의 시청이나 게임, 라인 서비스 이용으로 부여되는 라인포인트(LINEポイント)로 일원화됐다.
라인의 증권 자회사인 ‘라인증권’도 라인페이에서 이용할 수 있다.
2021넌 3월 1일, 동업의 결제 서비스를 제공하고 있는 PayPay를 운영하고 있는 Z 홀딩스와 라인이 경영 통합한 것에 따라서 라인페이를 PayPay에 통합하는 것으로 협의를 시작한 것을 발표했다. 2022년 4월을 목표로 일원하는 것으로 예정하고 있으며, 2021년 8월 17일부터 PayPay의 가맹점에서도 라인페이를 사용할 수 있게 될 예정이다. 또한, 일본 국외에서는 잇따라서 라인페이가 서비스를 제공하는 것으로 조정하고 있다.

## 일본 국외에서의 전개 및 제휴
일본 국외에서의 전개로는 특히 대만, 태국에서 공유를 확대시키고 있다.
‘LINE Pay Global Alliance’의 틀을 통해서 일본 국내에서 라인페이를 도입하면, 대만, 태국, 인도네시아의 라인페이, 대한민국의 네이버페이, 중화인민공화국의 위챗 페이의 사용자가 결제하는 것이 가능하다.
타이완에서는 중국신탁상업은행과의 공동 브랜드이며 카드를 발행하고 있다. 드림몰, 글로벌몰, 한신 아레나 쇼핑 플라자, 한신백화, 미려화백락원, 신쿵 미츠코시, 타이베이 101, 통일시대백화 등의 백화점, 운랑관광집단, 매리어트 인터내셔널, 셔우드 타이베이 등의 호텔 체인점, 주요 편의점 체인점, 왓슨스, Studio A 등의 소매점에서 사용가능하다. NPO에 기부를 하는 서비스드 제공하고 있다.
태국에서는 래빗 카드를 서비스하는 BBS 홀딩스와 제휴, ‘래빗 라인페이’(Rabbit LINE Pay)로 서비스하고 있다.
한국에서는 온라인으로 간편결제만 할 수 있지만, 아직 한국 카드로는 안 되므로 일본 카드로 하지만 수수료가 비싸고, 라인의 모회사인 네이버에서 네이버페이를 만들어 거의 쓰이지 않고 있다.

## 같이 보기
- 라인 (소프트웨어)
- LINE (기업)